# French Open 2001 (Badminton)
Die French Open 2001 im Badminton fanden vom 15. bis zum 18. März 2001 im Halle Georges Carpentier in Paris statt. Das Preisgeld betrug 10.000 US-Dollar.

## Sieger und Platzierte
| Disziplin    | Gold                                   | Silber                            | Bronze                                |
| ------------ | -------------------------------------- | --------------------------------- | ------------------------------------- |
| Herreneinzel | Abhinn Shyam Gupta                     | Xie Yangchun                      | Siddharth Jain                        |
| Herreneinzel | Abhinn Shyam Gupta                     | Xie Yangchun                      | Ruud Kuijten                          |
| Dameneinzel  | Brenda Beenhakker                      | Tine Rasmussen                    | Karina de Wit                         |
| Dameneinzel  | Brenda Beenhakker                      | Tine Rasmussen                    | Tracey Hallam                         |
| Herrendoppel | Vincent Laigle Svetoslav Stoyanov      | Peter Jeffrey David Lindley       | Patrick Ejlerskov Thomas Laybourn     |
| Herrendoppel | Vincent Laigle Svetoslav Stoyanov      | Peter Jeffrey David Lindley       | Joachim Fischer Nielsen Abel Tanghoej |
| Damendoppel  | Erica van den Heuvel Nicole van Hooren | Irina Ruslyakova Marina Yakusheva | Natalia Gorodnicheva Elena Sukhareva  |
| Damendoppel  | Erica van den Heuvel Nicole van Hooren | Irina Ruslyakova Marina Yakusheva | Ella Karachkova Anastasia Russkikh    |
| Mixed        | Chris Bruil Lotte Jonathans            | Peter Steffensen Lene Mørk        | Michael Jensen Julie Houmann          |
| Mixed        | Chris Bruil Lotte Jonathans            | Peter Steffensen Lene Mørk        | Mathias Boe Britta Andersen           |

## Finalresultate
| Disziplin    | Sieger                                 | Finalist                          | Ergebnis                |
| ------------ | -------------------------------------- | --------------------------------- | ----------------------- |
| Herreneinzel | Abhinn Shyam Gupta                     | Xie Yangchun                      | 7-1, 7-3, 7-3           |
| Dameneinzel  | Brenda Beenhakker                      | Tine Rasmussen                    | 7-2, 8-6, 5-7, 7-1      |
| Herrendoppel | Vincent Laigle Svetoslav Stoyanov      | Peter Jeffrey David Lindley       | 7-1, 7-2, 7-2           |
| Damendoppel  | Erica van den Heuvel Nicole van Hooren | Irina Ruslyakova Marina Yakusheva | 7-0, 4-7, 7-1, 6-8, 7-4 |
| Mixed        | Chris Bruil Lotte Jonathans            | Peter Steffensen Lene Mørk        | 7-0, 7-2, 7-1           |